# Robert Gant
 (novembre 2024).
Si vous disposez d'ouvrages ou d'articles de référence ou si vous connaissez des sites web de qualité traitant du thème abordé ici, merci de compléter l'article en donnant les références utiles à sa vérifiabilité et en les liant à la section « Notes et références ».
Robert Gant, né Robert John Gonzalez le 13 juillet 1968 à Tampa en Floride, est un acteur et producteur américain.
Robert Gant est surtout reconnu pour son rôle de Ben Bruckner dans la série télévisée Queer as Folk.

## Biographie
Robert Gant est né à Tampa en Floride, d'origine espagnole, italienne, cubaine, irlandaise et britannique. Il a commencé sa carrière pendant son enfance, pour des publicités télévisées.
Il a étudié en littérature anglaise à l'université de Pennsylvanie, puis à la faculté de droit de l'université de Georgetown C'est sa carrière d'avocat qui l'a amené à Los Angeles quand il a accepté un poste dans une firme juridique de Los Angeles. Le bureau du cabinet international de Los Angeles a été fermé peu de temps après. Plutôt que de poursuivre sa carrière dans le domaine juridique il a décidé de se concentrer sur le théâtre et le cinéma.
Robert Gant réside actuellement à Los Angeles.

### Soutiens humanitaires et politiques
Robert Gant est impliqué dans quelques organisations philanthropiques surtout concentrées sur la question du vieillissement dans la communauté homosexuelle comme SAGE (Plaidoyer principal pour LGBT aînés) et GLEH (Gay & Lesbian Elder logement).
Il a aussi soutenu Hillary Clinton pendant sa campagne présidentielle en 2008.

## Filmographie

### Acteur

#### Cinéma
- 1994 : Cityscrapes: Los Angeles : Policeman B
- 1996 : Jane Street : Jay
- 1999 : Mrs. Tingle : Professeur
- 1999 : The Contract : Gene Collins
- 2002 : Fits and Starts : Ian
- 2004 : Marie and Bruce : Bartender
- 2007 : Live ! : Casting Director
- 2007 : Save Me : Scott
- 2012 : Joshua Tree, 1951: Un portrait de James Dean : le célèbre réalisateur
- 2016 : Love Is All You Need? : Pete Santilli
- 2016 : The Thinning : Vince Davi
- 2017 : A Million Happy Nows : Dr Hansen
- 2017 : Milada : Bohuslav Horák
- 2021 : The Map of Tiny Perfect Things de Ian Samuels

#### Courts-métrages
- 2004 : Billy's Dad Is a Fudge-Packer!
- 2010 : Walter

#### Télévision

##### Séries télévisées
- 1994 : Angela, 15 ans : Gunther
- 1994 : Ellen : Dr. Garber
- 1994-1996 : Melrose Place : Deputy Tom / Room Service Waiter
- 1995 : My Wildest Dreams : Stewart
- 1995 : Notre belle famille : Fireman
- 1996 : Surfers détectives
- 1996 : Townies : Guy
- 1997 : Friends : Jason
- 1997 : Head Over Heels : Blake
- 1997 : Les Dessous de Palm Beach : Kevin
- 1997 : Life with Roger : Rod Davis
- 1997 : Cooper et nous : Robin Hood Bartender
- 1997 : Night Stand : Frank Thatcher
- 1997-1998 : Caroline in the City : Trevor
- 1998 : Fantasy Island : Dave Sullivan
- 1998 : Style & Substance : Matthew
- 1999 : Becker : Doug
- 1999 : Rude Awakening : Jim
- 2000 : Les Dessous de Veronica : Bernie
- 2000 : Linc's : Dr. Brad Wheeler
- 2000-2001 : Popular : Principal Calvin Krupps
- 2002 : Providence : Dancing groom
- 2002 : V.I.P. : Arthur Goodwin
- 2002-2005 : Queer as Folk : Professor Ben Bruckner
- 2005 : The Closer : L.A. enquêtes prioritaires : Julian Carver
- 2006 : Pepper Dennis : Benny Gold
- 2007 : Les Experts : Lewis Greyburg
- 2008 : Nip/Tuck : Jeff Morris
- 2009 : Castle : Ron Bigby
- 2009 : Les Experts : Manhattan : Felix Redman
- 2009 : Les Experts : Miami : Lloyd Arrington
- 2009 : Personal Affairs : Rock van Gelder
- 2009 : Rick & Steve the Happiest Gay Couple in All the World : Mayor Mayer / Another Etudiant
- 2009 : State of the Union : Buzz
- 2010 : 90210 Beverly Hills - Nouvelle génération : Dr. Wright
- 2010 : Bones : Coach Jason Hendler
- 2010 : Hot in Cleveland : Steve
- 2011 : Free Agents : Mark
- 2011 : Happily Divorced : Marc
- 2011 : La Vie secrète d'une ado ordinaire : Mr. Martin
- 2011 : Mike and Molly : Kyle
- 2012 : Shameless : Greg Garvin
- 2013 : Anger Management : Dr. Konner
- 2013 : Baby Daddy : Steve
- 2013 : NCIS : Enquêtes spéciales : Mike Dunkel
- 2013 : Sean Saves the World : Chase
- 2013 : Vegas : Rick Kent
- 2013-2017 : Les Feux de l'amour : David Sherman
- 2014 : Hit the Floor : Louis Jason
- 2014 : The Tomorrow People : Peter MacKenzie
- 2015 : Esprits criminels : Warden Miles Tate
- 2015-2016 : Supergirl : Zor-El
- 2016 : Agent K.C. : Jackson Cleveland
- 2016 : American Housewife : Tim Donohue
- 2017 : Hawaii 5-0 : Thomas Stratham
- 2017-2018 : 13 Reasons Why : Todd Crimsen
- 2018 : The Fosters : Jim Hunter

##### Téléfilms
- 1994 : Amère vengeance : Bookstore customer[1]
- 2008 : Destination Hawaii : Nate Spencer
- 2008 : La Mémoire en sursis : Jacob Keane
- 2008 : Ninjas en guerre : Chief Garver
- 2011 : My Life As an Experiment : Craig Rolle
- 2016 : Summer of Dreams : Noah Burns

### Producteur
- 2007 : Save Me
- 2017 : Milada (+ scénariste)